# الکالا دو لاس گازولس
الکالا دو لاس گازولس (به اسپانیایی: Alcalá de los Gazules) یک شهرستان در اسپانیا است که در اندلس واقع شده‌است.

## خصوصیات
الکالا دو لاس گازولس ۴۷۹٫۵۹ کیلومترمربع مساحت و ۵٬۶۶۰ نفر جمعیت دارد و ۱۶۵ متر بالاتر از سطح دریا واقع شده‌است.